# Контакт (игра)
Контакт (или «Есть контакт!») — устная игра на отгадывание слова. Минимальное количество игроков — три (один ведущий и двое отгадывающих).

## Правила игры
В игре присутствует один ведущий и несколько участников.
Ведущий задумывает слово и называет вслух его первую букву. 
Слово должно быть нарицательным существительным в единственном числе, именительном падеже. 
В процессе отгадывания данного слова все определения должны касаться слов, начинающихся на указанную букву (или, в дальнейшем, указанную последовательность букв).
Участники задают ведущему вопросы-определения. 
Ведущий должен придумать слово, которое подходит под определение, и ответить: «нет, это не … (указывает подразумевавшийся участником термин)», или, если определение однозначно описывает загаданное слово, «да, это (загаданное слово)».
Ведущий должен угадать, какое слово подразумевает отгадывающий.
Если задумку спрашивающего ухватил другой участник (или несколько), то тот участник (участники) говорит «Контакт!» (подразумевая, что произошёл мысленный контакт), даётся время до 5 секунд или начинается обратный отсчёт (например, от 10). Часто можно просто посчитать до пяти. 
Если за время отсчёта ведущий так и не назвал подходящего слова, «контактирующие» участники хором произносят слова, которые они подразумевали. 
Более динамичный вариант игры не предусматривает отсчёт времени на подбор слова ведущим. 
В таком варианте игрок задавший вопрос называет подразумевавшееся слово одновременно с игроком произнесшим "Контакт". 
Если участники произносят одно и то же слово, то ведущий называет следующую букву загаданного слова, и ему задают определения существительных, начинающихся уже с указанных букв. 
Если участники произносят разные слова, то следующая буква не называется и участники должны придумать новый вопрос-определение.
Например, ведущий загадал слово "Столица" и сообщает игрокам, что слово начинается с буквы "с". Первый игрок спрашивает: "Это не такой белый кубик?" (имея в виду слово "сахар"). Ведущий догадывается до сахара и отвечает "Это не сахар". Далее какой-либо игрок спрашивает, например: "Это не такой желтый шарик?" (имея в виду слово "солнце"). Кто-то из игроков догадывается и произносит "Контакт!" Ведущий не успевает сообразить, игроки хором произносят "солнце", ведущий сообщает вторую букву своего слова - "т". Теперь игроки должны задумывать слова, начинающиеся с "ст". Предположим, игрок спрашивает: "Это не такая мишень для гороха?" (подразумевая слово "стенка" - отсылка к выражению "как об стенку горох"). Если кто-то из игроков решит почему-то, что речь о стручке, и произнесет "контакт", то даже если ведущий не придумает слово, при произнесении хором слова у игроков оказываются разными, и ведущий не обязан отдавать третью букву слова. 
Обычная стратегия участников — придумывать определение такого слова, чтобы ведущий не смог догадаться, но смогли догадаться, что это за слово, другие участники. Например, загадывать термины-вопросы из области, в которой сильны отгадывающие, но не ведущий. Однако играть таким образом совершенно неинтересно. Гораздо интереснее придумывать неожиданные определения для самых обычных слов, переводя игру из соревнования в знание редких слов в игру на сообразительность.
Игра заканчивается, когда игроки произносят вслух загаданное ведущим слово. 
После этого, обычно, происходит смена ведущего (например, на того участника, который задал решающий вопрос).